# Muang Sanxai
Muang Sanxai är ett distrikt i Laos.   Det ligger i provinsen Attapeu, i den sydöstra delen av landet, 600 km sydost om huvudstaden Vientiane.